# Litzirüti (Schanfigg)

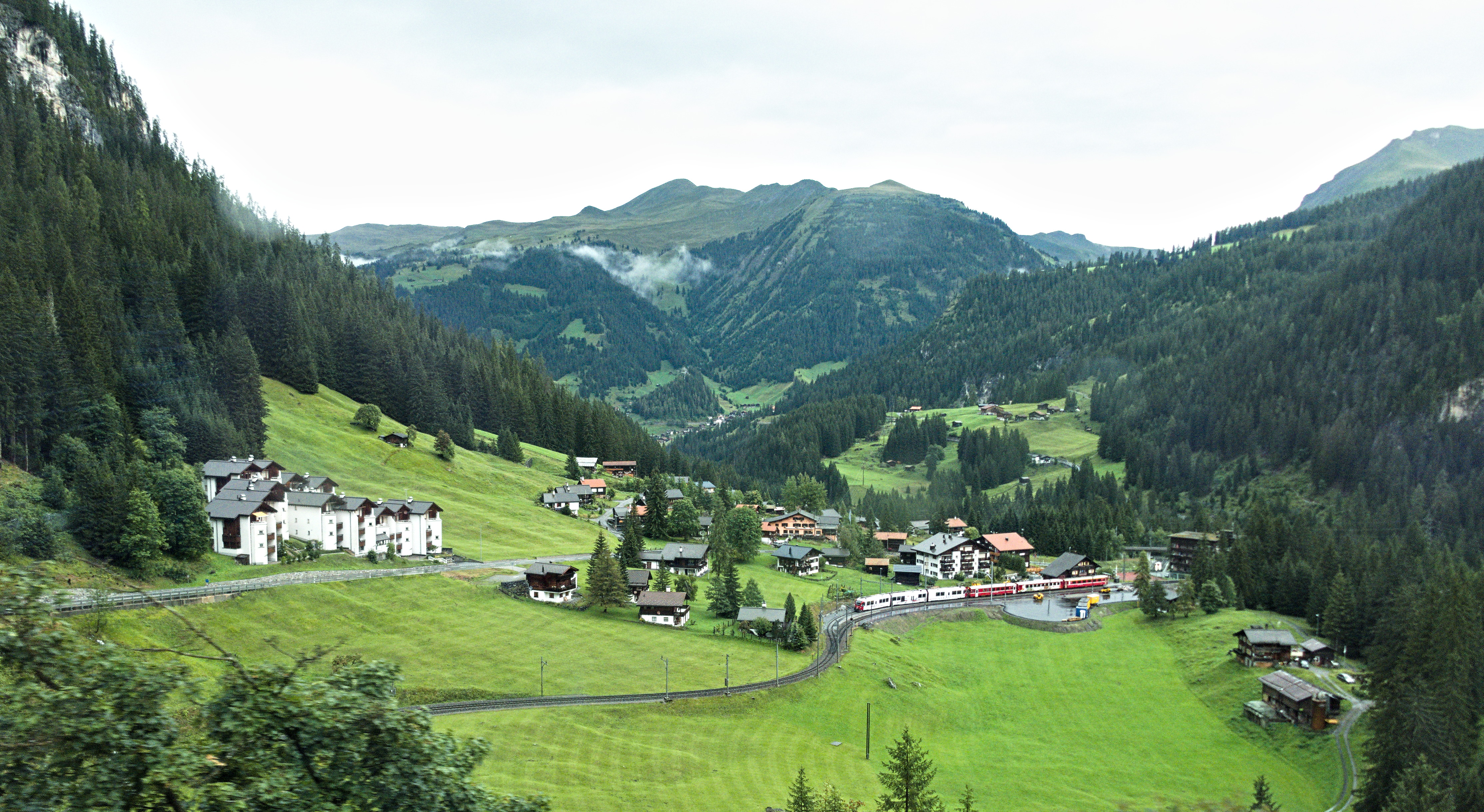
Litzirüti

Die Litzirüti (auch: Rüti) ist eine 1450 m hoch gelegene ehemalige Fraktion der früheren Bündner Gemeinde Langwies im Schanfigg und liegt 4 km nordöstlich von Arosa im Kanton Graubünden in der Schweiz. Das Langwieser Gemeindegebiet begann unmittelbar nach der Talenge, hinter der sich das Schanfigg zum Talkessel von Arosa weitet. Seit Anfang 2013 ist die Litzirüti Teil der Gemeinde Arosa.

## Geschichte und Infrastruktur

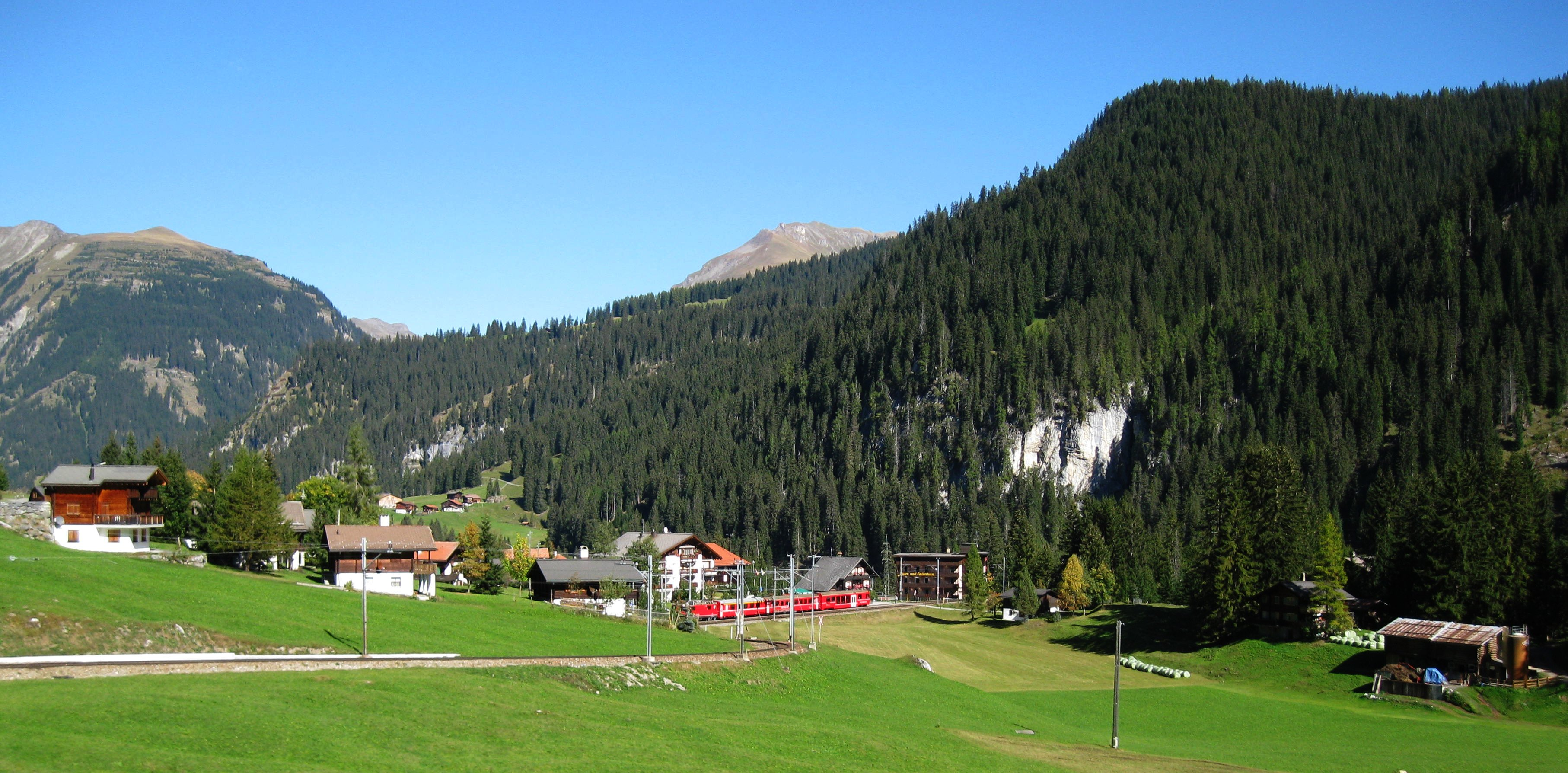
Litzirüti mit Bahnhof der RhB

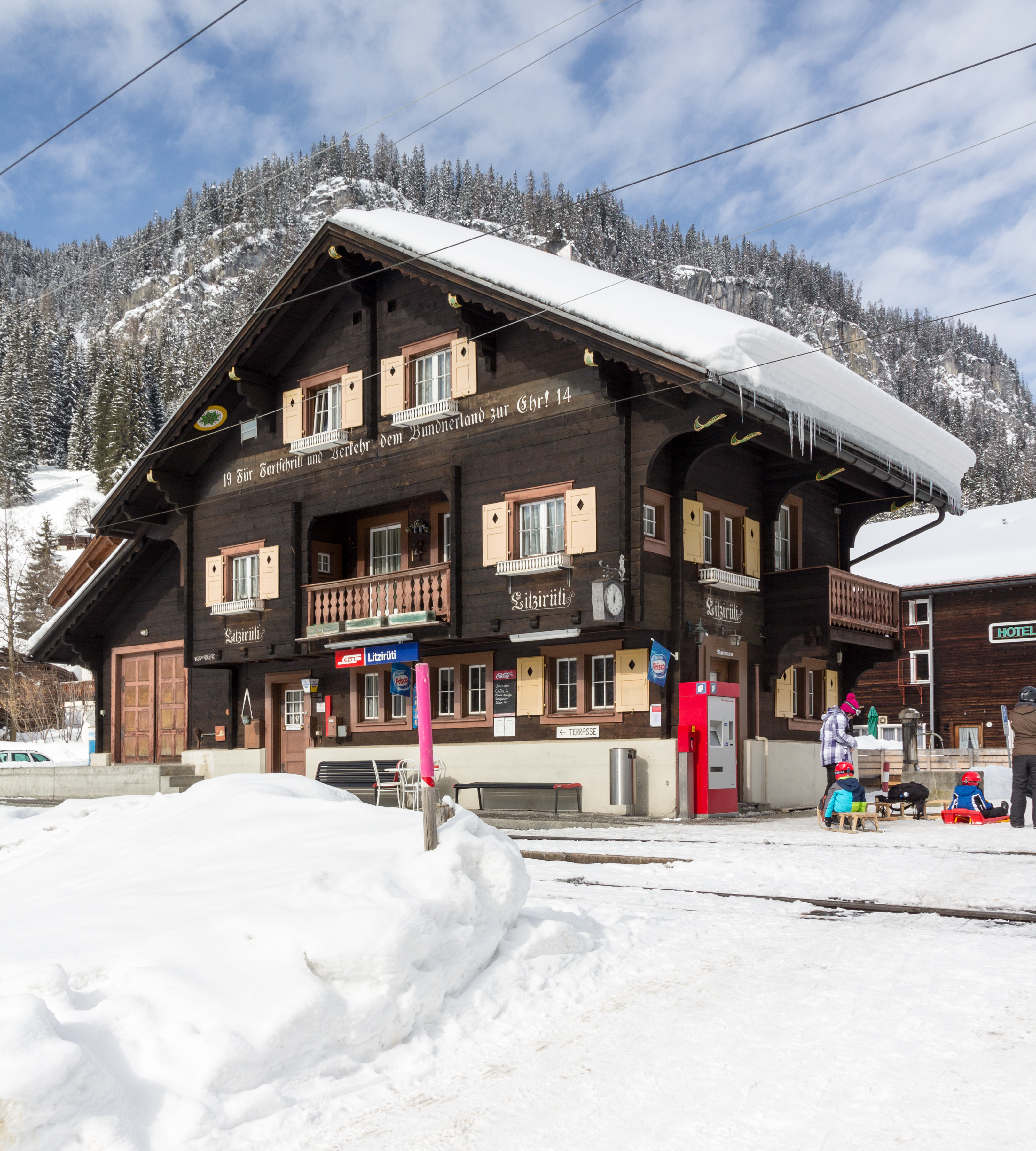
Bahnhof Litzirüti der Arosabahn

Die Ortschaft wurde ursprünglich von Walsern besiedelt und bestand nur aus Einzelhöfen. Heute lebt der etwa 50 Einwohner zählende Ort fast ausschliesslich vom Sommer- und insbesondere Wintertourismus. Gesellschaftliches und touristisches Zentrum der Litzirüti ist seit jeher der Landgasthof Rütihof. Die Litzirüti liegt in der Mitte des Waldlernpfads und des Bahnwanderwegs Langwies – Arosa.
Amtssprache ist wie in allen Gemeinden des Schanfigg Deutsch, Umgangssprache das Walserdeutsch.
Verkehrstechnisch erschlossen wird die Litzirüti durch die Arosabahn, die am 12. Dezember 1914 eröffnet und 1942 der Rhätischen Bahn eingegliedert wurde. Mit der Eröffnung wurde 1914 auch der Bahnhof Litzirüti eingeweiht. Er besitzt zwei Durchfahrgleise und ein Stumpengleis.  Das Bahnhofsgebäude ist im typischen Chaletstil der Region gehalten. Neben der Bahn ist die Ortschaft auch mit der kantonalen Verbindungsstrasse Chur – Arosa, der Schanfiggerstrasse, erschlossen. Früher verlief auf der Strasse im Winter eine Bobbahn Arosa – Litzirüti. Heute ist die Litzirüti alljährlich ein Zuschauermagnet während des Bergrennens Arosa ClassicCar.

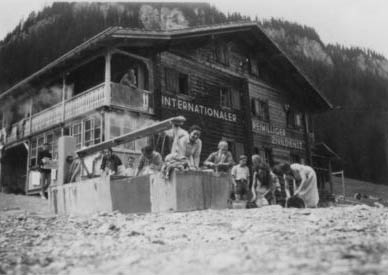
Unterkunft der freiwilligen Helfer 1935

Am 4. Juni 1935 verursachte eine aussergewöhnlich starke Schneeschmelze den Bruch des damaligen Damms des Unter Prätschsees. Der Seebach ergoss sich mit grosser Gewalt Richtung Litzirüti. Felsblöcke im Ausmass von kleinen Häusern wurden aus dem Tobel herausgeschwemmt, und grosse Fichten fuhren stehend zu Tal. Es wurden erhebliche Zerstörungen an Häusern, Ställen sowie an der Kantonsstrasse und der Bahnlinie angerichtet. In der Folge lief eine internationale Hilfsaktion an, die vom 1. Juli bis zum 15. Oktober 1935 dauerte und 172 Freiwillige aus 14 Nationen bei den Aufräumarbeiten der Langwieser Bevölkerung und der Feuerwehr Arosa mithelfen liess. Seit 1768 hatte es an dieser Stelle kein vergleichbares Ereignis mehr gegeben. Die Gemeinde Langwies errichtete hierauf in der Litzirüti umfangreiche Wasserschutzbauten.
Seit Ende Februar 2016 befindet sich im ehemaligen Ferienhaus «Valbella» ein kantonales Transitzentrum für Asylsuchende. Das Zentrum bietet Platz für 104 Personen. Anfang Mai 2016 befanden sich dort Asylbewerber aus neun Nationen, vor allem junge Männer.
Unterhalb der Litzirüti steht an der Plessur ein Wasserkraftwerk von Arosa Energie, das das ganze Tal mit Strom versorgt.

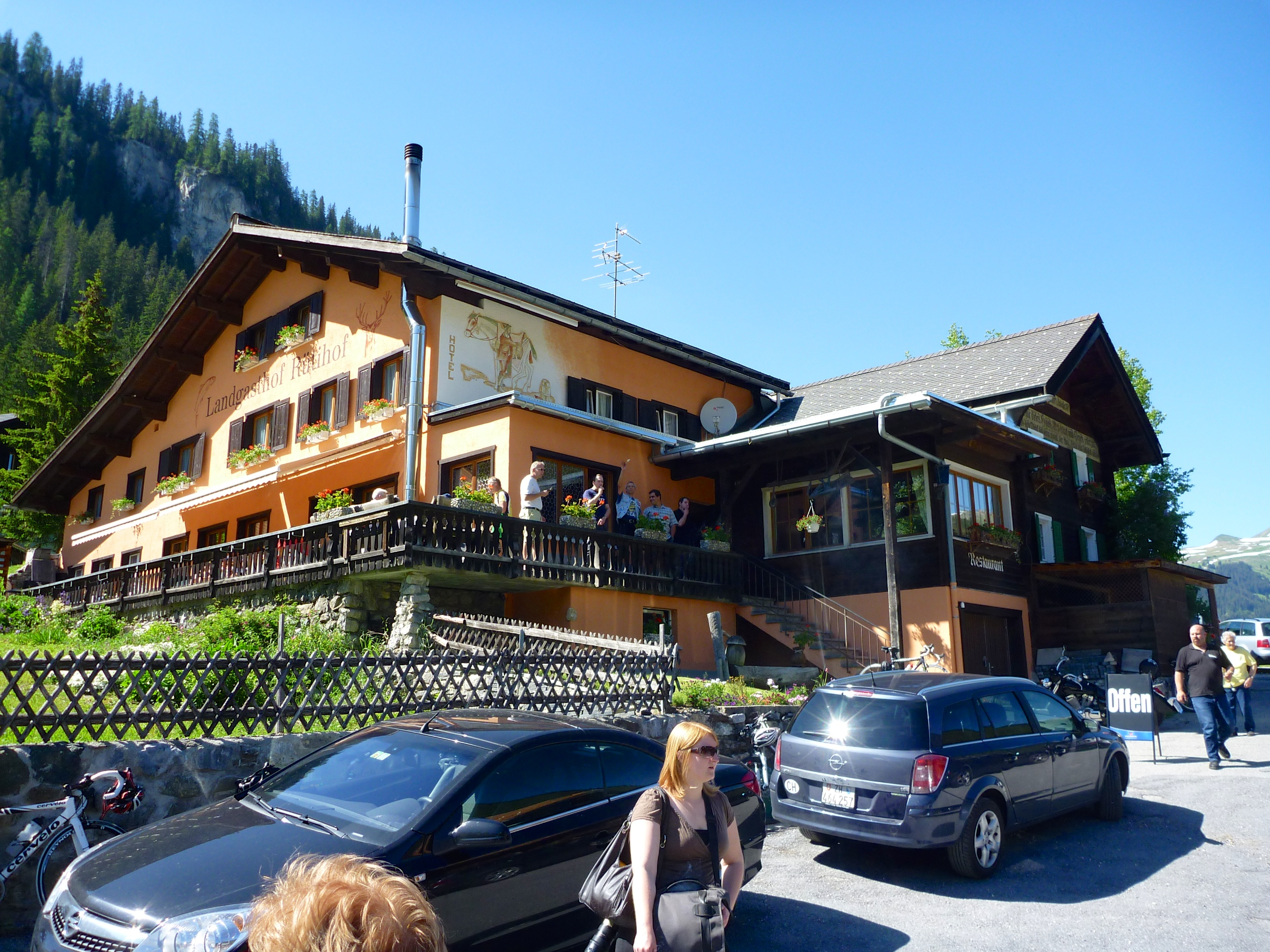
Landgasthof Rütihof

## Etymologie
Der Name setzt sich zusammen aus dem Wort litzi, was «am Schatten gelegen» bedeutet, und dem Wort Rüti, einer Bezeichnung für gerodetes Land. Litzirüti bedeutet also «am Schatten gelegenes, gerodetes Land». Der Name passt trefflich zu dem in einem engen Tal gelegenen Ort. Einen Kilometer nordöstlich, wo sich das Tal etwas weitet, heisst eine Ortschaft treffenderweise Sunnenrüti.